# Martin Erat
Martin Erat (28 de agosto de 1981, Třebíč, Checoslovaquia) es un extremo derecho checo del hockey sobre hielo. Actualmente juega para los Coyotes de Arizona de la Liga Nacional de Hockey (NHL). También ha jugado para los Nashville Predators y los Washington Capitals. Martin también tiene un hermano mayor llamado Roman que juega en la Extraliga Checa.

## Carrera
Antes de jugar en la NHL, Erat jugó 3 temporadas en la WHL 2 para los Saskatoon Blades y 1 para los Red Deer Rebels. Erat también ha jugado 10 temporadas con los Nashville Predators y 9 partidos con los Washington Capitals.
El 4 de marzo de 2014, las Capitales intercambiaron a Erat junto con el prospecto John Mitchell a los Coyotes de Phoenix por una elección de la 4ª ronda en 2015, Rostislav Klesla y Chris Brown.

## Premios
- Fue nombrado Jugador del Mes de la Conferencia Este de la WHL en noviembre de 2000.
- Fue nombrado Jugador de la Semana de la WHL del 13 al 19 de noviembre de 2000.
- Fue nombrado la Tercera Estrella de la Semana de la NHL del 12 al 17 de noviembre de 2007.